# 33rd Street – Rawson Street
33rd Street – Rawson Street – stacja metra nowojorskiego, na linii 7. Znajduje się w dzielnicy Queens, w Nowym Jorku i zlokalizowana jest pomiędzy stacjami 40th Street – Lowery Street i Queensboro Plaza. Została otwarta 21 kwietnia 1917.